# 羽衣 (能)

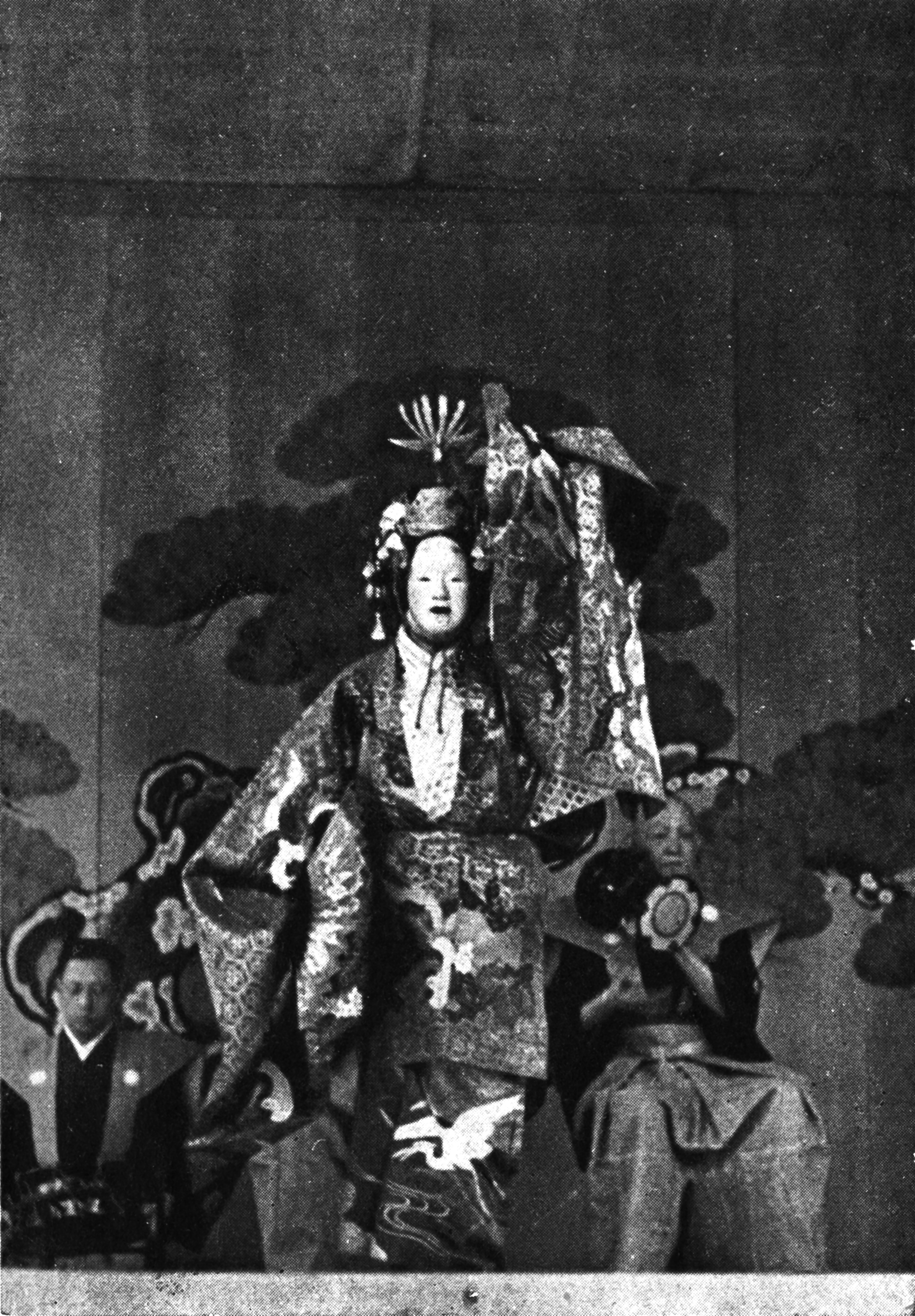
能「羽衣 瑞雲之舞」舞台写真、54世梅若六郎（2世梅若実）

『 羽衣 』（はごろも）は、 能楽作品のひとつ。室町時代における上演記録は多く、現代まで人気のある演目として上演されている。

## あらすじ
三保の浦で海に漕ぎ出していた漁師の白龍たちは、春になった美しい三保の松原の景色を嘆賞しつつ、その三保の松原に戻ってくる。すると虚空より花が降り音楽が聞こえ妙なる香りが立ちこめる。これはただ事ではないと思っていると、松に美しい衣がかかっている。白龍はその衣を手に取って持ち帰ろうとしたが、天女が現れ、それは私の衣ですので返してほしいと告げる。白龍は、天人の物であるなら国の宝として地上においておくべきだと言い戻そうとしない。天女は衣が無ければ飛ぶ事もできず、天上に帰る事ができないので、そういわずに返してほしいと言う。しかし白龍は、ますます返そうとせず、立ち去ろうとする。天女は、天上界の事を思い出して哀しみ、なげいている。白龍は、その姿を見て痛々しく思い、衣を天女に返す事を告げる。ただし、天女の舞を舞って欲しいという。天女は喜び、舞を舞うことを約束するが、衣を着ないと舞えないので先に衣を返して欲しいと告げる。白龍は、先に衣を返せば舞を舞わずに帰るつもりであろうと天女に言うが、天女から、そのような疑いは人間界のものであり、天には偽りは無いと諭される。白龍は、恥ずかしい事を行ってしまったと思い、衣を天女に返した。
天女は衣を着て舞い始めるが、その姿は雨に濡れた花のような美しさであった。月宮殿では舞の奉仕をする乙女の一人である事を明し、この舞が、後世の東遊びの駿河舞になることを教える。天女は、三保の松原の春景色が天上界のようであるといい、その美しさを讃え、「君が代は天の羽衣まれに来て撫づとも尽きぬ巌ならなむ」と詠まれた歌のようだと歌い舞っていると、それに合わせて、笙、笛、琴の音なども聞こえてくる。その舞姿は、雪が舞うような美しさであった。そうやって、東遊びの舞の曲を次々と舞い、国土の繁栄を祈念し、様々な宝物を降らし国土に恵みを施しながら、十五夜の空に輝く満月のようになって富士山の高嶺に昇ってゆき、天空の霞の中に姿を消してゆく。

## 登場人物
- シテ 天女
- ワキ 漁夫白龍
- ワキツレ 漁夫

## 全文　観世流の場合
ワキ　ワキツレ：【一声】
ワキ　ワキツレ「風早乃。三保の浦曲を漕ぐ舟乃。浦人騒ぐ。波路かな
サシ　ワキ「これは三保の松原に。白龍と申す漁夫にて候。
ワキ　ワキツレ「万里乃好山に雲忽ちに起り。一樓の名月に雨初めて晴れり。げに長閑なる時しもや。春の景色松原の。波立ち続く朝霞。月も残り乃天の原。及びなき身の眺めにも。心そらなる景色かな
下歌　ワキ　ワキツレ「忘れめや山路を分けて清見潟。遥かに三保の松原に。立ち連れいざや。通はん立ち連れいざや通はん
上歌　ワキ　ワキツレ「風向かふ。雲乃浮波立つと見て。雲乃浮波立つと見て。釣せで人や帰るらん。待て暫し春ならば吹くものどけき朝風乃。松ハ常磐の聲ぞかし。波は音なき朝凪に。釣人多き。小舟かな釣人多き小舟かな
ワキ「我三保の、松原に上り。浦の景色を、眺むる処に。虚空に花降り、音楽聞え。霊香、四方に薫ず。これ常事と、思はぬ處に。これなる松に美しき、衣懸かれり。寄りて見れば色香妙にして常の、衣にあらず。いかさま取りて帰り古き、人にも見せ家の宝となさばやと、存じ候
呼掛　シテ「なうそ乃衣ハ、此方乃にて候。何しに、召され候ぞ
ワキ「これハ拾ひたる衣にて候程に取りて、帰り候よ
シテ「それハ天人の、羽衣とて。たやすく人間に興ふべき、物にあらず。もと乃如くに、置き給へ
ワキ「そもこ乃衣の、御主とハ。さてハ天人にて、ましますかや。さもあらば末瀬の奇特に、留め置き。国の宝と、なすべきなり。衣を返す、事あるまじ
シテ「悲しやな羽衣なくてハ飛行乃、道も絶え。天上に帰らん事も、叶ふなじ。さりとてハ返し、賜び給へ
カカル　ワキ「こ乃御言葉を聞くよりも。いよいよ白龍力を得。
ワキ「もとよりこ乃身ハ、心なき。天乃羽衣、とり隠し。叶ふまじとて立ち退けば
シテ「今ハさながら天人も。羽なき鳥乃如くにて。上らんとすれば衣なし
ワキ「地に又住めば下界なり
シテ「とやあらんかくやあらんと悲しめど
ワキ「白龍衣を返さねば
シテ「力及ばず
ワキ「せん方も
地　「涙の露乃玉鬘。挿頭の花もしをしをと。天人乃五衰も目の前に見えて浅ましや
シテ「天の原。ふりさけ見えば。霞立つ。雲路まどいて。行方知らずも
下歌　地「住み慣れし空に何時しか行く雲乃羨ましき気色かな
上歌　地「迦陵頻伽乃馴れ馴れし。迦陵頻伽乃馴れ馴れし。聲今更に僅かなる。雁がねの帰り行く。天路を聞けば懐かしや。千鳥鷗乃沖つ波。行くか帰るか春風乃空に吹くまで懐かしや空に吹くまで懐かしや
ワキ「いかに申し候。御姿を、見奉れば。餘りに、御傷はしく候程に。衣を、返し申さうずるにて候
シテ「あら嬉しや此方へ、賜はり候へ
ワキ「暫く。承り及びたる、天人の舞楽。只今此処にて、奏し給はば、衣を、返し申すべし
シテ「嬉しやさてハ天上に、帰らん事を得たり。こ乃喜びに、とてもさらば。人間乃御遊乃、形見の舞。月宮を廻らず、舞曲あり。只今此處にて、奏しつつ。世乃憂き人に傳ふべし、さりながら。衣なくてハ、叶ふまじ。さりとてハ先ず、返し給え
ワキ「いやこ乃衣を、返しなば。舞曲をなさで、そのままに。点にや上り給ふべき
シテ「いや疑ひハ、人間にあり。天に偽り、なきものを
ワキ「あら恥かしやさらばとて。羽衣を返し與ふれば【物著（ここで長絹及び舞衣を附ける）】
シテ「乙女ハ衣を著しつつ。ゲイショウ（漢字）羽衣乃曲をなし
ワキ「天乃羽衣風に和し
シテ「雨に潤ふ花乃袖
ワキ「一曲を奏で
シテ「舞ふとかや
地　次第「東遊乃駿河舞。東遊の駿河舞この時や。始めなるらん
地　クリ「それ久方乃天と云っぱ。二神出世乃古。十方世界を定めしに。空ハ限りもなければとて。久方乃。空とハ名づけたり
シテ　サシ「然るに月宮殿の有様。玉斧乃修理とこしなへにして
地　「白衣黒衣の天人乃。数を三五に分って。一月夜々乃天少女。奉仕を定め役をなす
シテ「我も数ある天少女
地　「月乃桂の身を分けて假に東乃。駿河舞。世に傳へたる。曲とかや
地　クセ「春霞。たなび（漢字）きにけり久方の。月乃桂乃花や咲く。げに花鬘色めくハ春のしるしかや。面白や天ならで。ここも妙なり天つ風。雲の通路吹き閉ぢよ。少女乃姿。暫し留まりて。こ乃松原の。春乃色を三保が崎。月清見潟富士乃雪いづれや春乃曙。類ひ波も松風も長閑なる浦乃有様。その上天地ハ。何を隔てん玉垣乃。内外の神乃御裔にて月も曇らぬ日の本や
シテ「君が代ハ天乃羽衣稀に来て
地　「撫づともツ（漢字）きぬ巌ぞと。聞くも妙なり東歌。聲添えて数々乃。笙笛琴箜篌孤雲乃外に充ち満ちて。落日乃くれなゐハ蘇命路乃山をうつして。緑ハ波に浮島が。拂ふ嵐に花降りて。げに雪を廻らす白雲乃袖ぞ妙なる
シテ「南無帰命月天子。本地大勢至
地　「東遊乃舞の曲【序之舞】
シテ　ワカ「或ハ。天つ御空乃緑の衣
地　「又ハ春立つ霞乃衣
シテ「色香も妙なり少女乃、裳裾
地　「左右左。左右諷々の。花を翳し乃。天の羽袖。靡くも返すも。舞の袖【破之舞】
地　「東遊の数々に。東遊の数々に。その名も月乃。色人ハ。三五夜中の。空に又。満願真如乃影となり。御願圓満國土成就。七寶充満乃寶を降らし。國土にこれを。施し給ふさる程に。時移って。天の羽衣。浦風にたなび(漢字)きたなび(漢字)く。三保乃松原浮島が雲の。愛鷹山や藤野高嶺。かすかになりて。天つ御空の。霞に紛れて失せにけり

## 作者・典拠
作者付で、『能本作者註文』『自家伝抄』では世阿弥の作となっているが、不正確な記述とされている。また、世阿弥の芸論にも所見が見られない。
題材に関しては、羽衣伝説が記載される『風土記』によるという説がある。中でも『駿河国風土記逸文』によるものが、最も近いと言う見方が有力である。また、『丹後国風土記』の記述と重なるところも見られる。ただし『駿河国風土記』をはじめとする『風土記』の羽衣伝説では、天女は漁師と夫婦になったり、老夫婦の子どもになったり、しばらく地上に留まっていて、能の羽衣のようにすぐに衣を返したりはしていない。また、天女の舞を舞う事も無い。